# Pedro Cubero
Pedro Cubero Sebastián (c. 1645, El Frasno, Zaragoza, España-después de 1700) fue un religioso, viajero y escritor español. Es conocido principalmente por haber sido el primero en dar la vuelta a la Tierra en sentido oeste-este, entre 1670 y 1679.

## Biografía

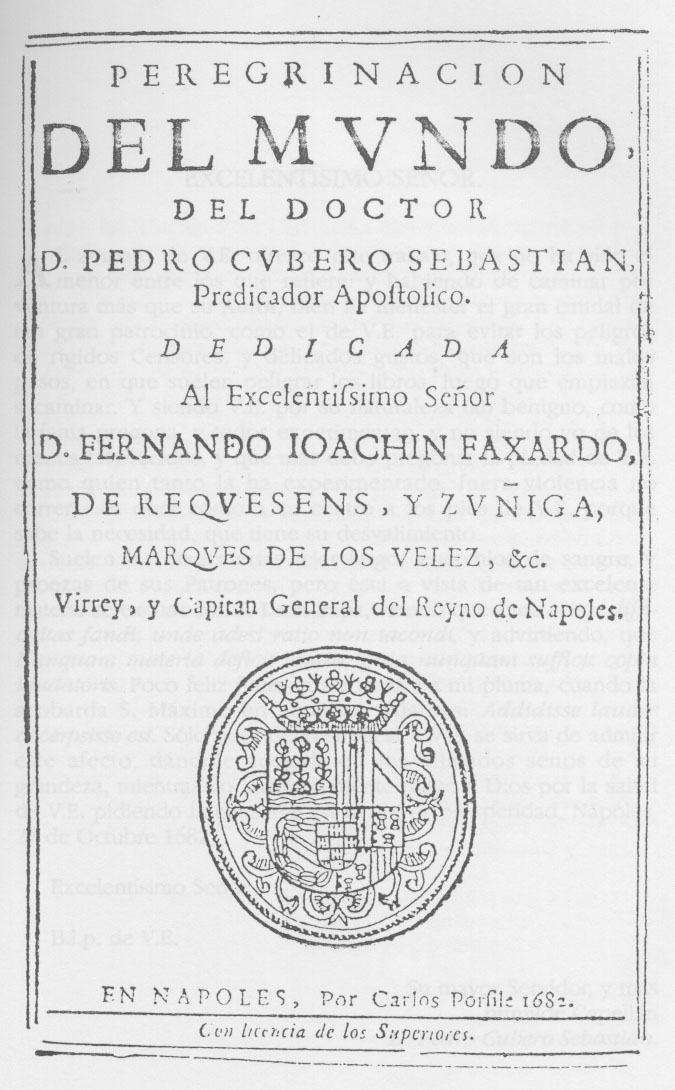
Portada de la segunda edición de Peregrinación del mundo (1682).

Estudió humanidades y filosofía en Zaragoza y jurisprudencia y teología en Salamanca. Electo canónigo doctoral de Tarazona, con licencia de sus padres, marchó a Roma, en cuya ciudad (1671) la Congregación de Propaganda Fide le otorgó el título de predicador apostólico y le autorizó para predicar la fe de Cristo en Asia y en las Indias Orientales. Varios reyes, príncipes, órdenes religiosas, legados, arzobispos, obispos y otras personalidades ilustres le honraron asimismo con sus patentes.
Desde 1670 a 1679, cuando contaba 25 años de edad, recorrió casi todo el mundo pasando por París, Roma, Venecia, Viena, Constantinopla, Varsovia, Moscú, Astracán, Isfahán, Shiraz, Surat, Laar, Malaca, Goa, Manila y México. Sufrió en aquellos penosos viajes grandes fatigas y trabajos, siendo el primer viajero conocido que dio la vuelta al mundo de Occidente a Oriente, casi siempre por vía terrestre, regresando a Europa al cabo de nueve años, durante los cuales acreditó su celo religioso y su amor a la ciencia.
En su obra Peregrinación del mundo, camino de Lituania, describió un animal llamado comúnmente la Gran Bestia, que podría ser un alce hembra; así como el árbol de la canela, indicando ya por entonces que era simplemente una variedad del laurel, como han confirmado posteriormente los botánicos.
Esta es su descripción de la ciudad de Moscú: 

Moscova es una ciudad muy extendida, sita a las riberas del río Moscova, de donde toma la denominación toda la provincia. Tendrá de bojeo, según la anduve con el residente de Polonia, de ocho a nueve leguas. Es desproporcionada; sus calles ninguna está con proporción; sus edificios todos son de madera, excepto algunos palacios que hay de ladrillos. Las casas son movibles, de tal manera, que cuando un vecino está disgustado en un barrio, coge la casa y se muda a otro, y esto con facilidad, porque debajo tienen unas ruedas, y como son de madera y ellos tienen pocos trastos, con facilidad lo hacen, y esto cada día lo veía por la ciudad.
Pedro Cubero

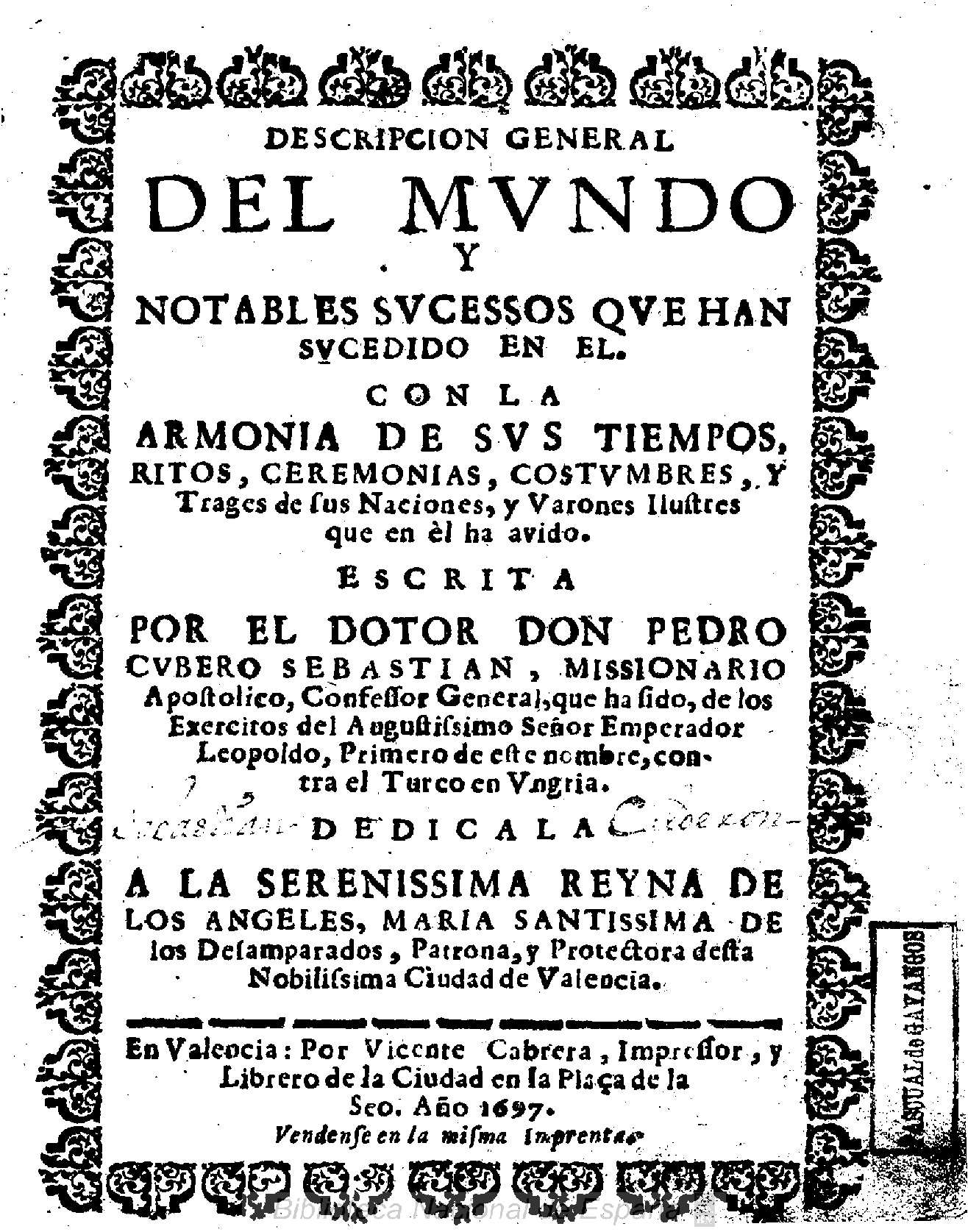
Descripción general del mundo, 1697.

Más tarde fue asignado como predicador y confesor apostólico al ejército imperial que luchaba contra los turcos en Hungría, donde asistió a la reconquista de Buda en septiembre de 1686. Regresó a España vía Holanda, Inglaterra y Francia, y narró su experiencia en la Segunda peregrinación de don Pedro Cubero Sebastián, publicada en 1697.

## Obras de Pedro Cubero
Pedro Cubero publicó seis obras, según él mismo dejó escrito:
- Breve relación de la peregrinación que ha hecho de la mayor parte del mundo Don Pedro Cubero Sebastian... con las cosas más singulares que le han sucedido y visto entre tan bárbaras naciones, su Religión, Ritos, Ceremonias y otras cosas memorables y curiosas que ha podido inquirir, con el viaje por tierra, desde España hasta las Indias Orientales. Ediciones:
  - Madrid, Juan García Infançón, 1680 (digitalizado en la BSB)
  - Nápoles, Carlos Porsile, 1682: Peregrinación del mundo del doctor D. Pedro Cubero Sebastian...
  - Nápoles, Carlos Porsile, 1683, en italiano.
  - Zaragoza, Pascual Bueno, 1688: Peregrinación que ha hecho de la mayor parte del mundo Don Pedro Cubero Sebastian...
  - Madrid, Miraguano, 1993: Peregrinación del mundo del doctor D. Pedro Cubero Sebastián, misionario apostólico, Biblioteca de Viajeros Hispánicos, 10. ISBN 978-84-781-3114-0.
- Descripción general del mundo y notables sucessos... Ediciones:
  - Nápoles, Salvador  Costaldo, 1684.
  - Nápoles, Carlos Porsile, 1685, en italiano.
- Un libro en latín contra el Corán, publicado en Roma y hoy desconocido.
- Segunda Peregrinación, donde se refieren los sucesos más memorables, así de las guerras de Hungría en el asedio de Buda, batalla de Arsan y otras, como de los últimos tumultos de Inglaterra, deposición del rey Jacobo e introducción del príncipe Guillelmo de Nassao, hasta llegar a la ciudad de Valencia (Valencia, Jaime de Bordazar, 1697)
- Descripción general del mundo y notables sucessos que han sucedido en él con la armonia de sus tiempos, ritos, ceremonias, costumbres, y trages de sus Naciones, y Varones Ilustres que en él han avido. (Valencia, Vicente Cabrera, 1697)
- Epítome  de  los  arduos  viages  que  ha hecho  el  doctor  don  Pedro  Cubero Sebastian... en las cuatro partes del mundo, Asia, África, América y Europa: con las cosas más memorables que ha podido inquirir... (Cádiz, Cristóbal de  Requena, 1700)